# Igalia
Igalia es una empresa española dedicada al desarrollo de software, conocida por sus contribuciones al proyecto GNOME, su trabajo en las plataformas Maemo y MeeGo, y el proyecto WebKitGTK+.

## Proyectos mantenidos por Igalia
- Grilo, un framework para el acceso a contenidos multimedia, como Youtube, Flickr, Jamendo, y otros.[2]
- WebKitGTK+, el puerto GTK+/GNOME del motor de renderizado WebKit.
- El navegador web GNOME (anteriormente Epiphany).
- LibrePlan, una aplicación de gestión de proyectos.
- OCRFeeder, una suite OCR para GNOME.